# Black Butler
Black Butler (яп. 黒執事 Куросицудзи,  дворецкий) — манга, написанная и проиллюстрированная Яной Тобосо. Манга издается в ежемесячном журнале Monthly GFantasy издательства Square Enix с сентября 2006 года. Сюжет построен на событиях, разворачивающихся вокруг юного графа Сиэля Фантомхайва, известного как «Сторожевой пёс» королевы, и его слуги — демона Себастьяна Михаэлиса. Вместе с дворецким ему поручено раскрывать преступления в Лондоне. Сиэль заключил контракт с Себастьяном Михаэлисом, чтобы отомстить тем, кто пытал его и убил его родителей.
Аниме-сериал, снятый студией A-1 Pictures, стартовал в октябре 2008 года. 1 июля 2010 года начался выход второго сезона аниме, события в котором развиваются через год и три месяца после завершения сюжета первого. Сюжетная линия части первого и всего второго сезона расходятся с мангой. Третий сезон Black Bulter: Book of Circus, транслировался с июля по сентябрь 2014 года. Две серии OVA Black Butler: Book of Murder, были выпущены в октябре и ноябре 2014 года. Игровой фильм был выпущен в январе 2014 года, а 21 января 2017 года вышел полнометражный фильм Black Butler: Book of the Atlantic. Четвёртый сезон Black Butler: Public School, производства CloverWorks, выходил в эфир с апреля по июнь 2024 года. Пятый сезон, под названием Black Butler: Emerald Witch, стартовал в апреле 2025 года.
В марте 2024 года продажи манги преодолели отметку в 35 миллионов экземпляров, что сделало ее одной из самых продаваемых серий манги.

## Сюжет
Действие разворачивается в викторианской Англии. Главным персонажем является граф Сиэль Фантомхайв. В его обязанности входит охрана Её Величества, борьба с мафией. В результате заключённой с демоном сделки, согласно которой тот заберёт его душу после выполнения условия контракта, он получил идеального дворецкого и охранника. Себастьян выполняет любой приказ своего господина и должен защищать Сиэля от смерти, пока не выполнит условия сделки.

### Элементы сеттинга
- Демоны — существа, обладающие сверхъестественными способностями. Питаются душами, для добычи которых существует несколько способов. Один из них — заключение контракта с любым человеком, согласно которому демон получает его душу после выполнения договора со своей стороны. При заключении контракта и хозяин, и слуга получают специальную печать.
- Жнецы — боги смерти. Забирают жизни людей, отмеченных в списках, используя для этого специальные орудия — «косы смерти». Коса может иметь любой вид, но обязательно должна быть допущена к использованию. Убийство людей, чьё имя не упоминается в списках синигами, или использование несанкционированной косы смерти строго наказываются. Ранив человека своим орудием, жнецы просматривают его воспоминания на появившейся при ударе видеоплёнке и решают, каким он был при жизни.
- Ангелы (только в аниме-версии) — существа, выполняющие волю Бога. Способны менять пол, перевоплощаясь из мужчины в женщину и наоборот. Также эти существа имеют право изменять воспоминания людей, то есть переписывать плёнку, и для этого часто пользуются сведениями жнецов.
- Печать контракта — знак договора между демоном и человеком. Представляет собой окружность-пентаграмму с каким-либо символом (у каждого демона свой). Также благодаря печати демон всегда может найти своего контрактёра, где бы он ни был.

### Главные герои

Сиэль Фантомхайв

Себастьян Михаэлис

Сиэль Фантомхайв (яп. シエル・ファントムハイヴ Сиэру Фантомухайву) — молодой глава семьи Фантомхайв. Его родителей убили; сам же он попал в плен тайной секты, однако практически перед смертью сумел заключить контракт с демоном и спастись. От родителей он унаследовал поместье и титул. Открыл компанию «Фантом», производящую игрушки и сладости. В его обязанности входит выполнение всех тайных поручений королевы Виктории. Одновременно Сиэль разыскивает людей, убивших его родителей, чтобы отомстить им. Со временем очень привязался к Себастьяну. Его правый глаз отмечен пентаграммой, символизирующей демонический контракт, поэтому он вынужден носить повязку (окружающие считают, что он носит повязку из-за отсутствия глаза).
Сэйю: Маая Сакамото
Себастьян Михаэлис (яп. セバスチャン・ミカエリス Сэбасутян Микаэрису) — дворецкий и телохранитель Сиэля, отлично справляющийся с двумя этими обязанностями, хотя поначалу исполнял роль дворецкого весьма неуклюже. Искусен в любом виде деятельности и обладает способностями, не свойственными человеку. На его левой руке присутствует символ контракта с Сиэлем — пентаграмма в круге. В человеческом облике Себастьян выглядит высоким темноволосым мужчиной, одетым во фрак. Любит кошек и ненавидит собак, потому что последние преданы и выполняют всё, что им прикажешь. Сиэль назвал демона Себастьяном в честь своей покойной собаки.
Сэйю: Дайсукэ Оно

## Медиа

### Манга
Манга написана и проиллюстрирована Яной Тобосо. Издаётся в ежемесячном журнале Monthly GFantasy издательства Square Enix с сентября 2006 года. Главы собраны и опубликованы в отдельных томах танкобон компанией Square Enix. Первый том был выпущен 27 февраля 2007 года. По состоянию на апрель 2024 года выпущено тридцать четыре тома.
В июне 2024 года было объявлено, что манга уходит на перерыв на длительный срок. В период перерыва в журнале публиковались прошлые главы манги. Публикация новых глав возобновилась в апреле 2025 года.

### Радиопостановка
10 августа 2007 года компания Frontier Works выпустили компакт-диск с радиопостановкой. В нем фигурировали многие персонажи, появляющиеся в первом и втором томах. Второй компакт-диск был выпущен 26 ноября 2008 года под лейблом Aniplex.

### Видеоигра
Видеоигра для Nintendo DS под названием Black Bulter Phantom & Ghost была разработана компанией Square Enix и выпущена 19 марта 2009 года. Игра продается в двух версиях: ограниченном первом печатном издании с более высокой ценой и многочисленными дополнительными товарами и регулярном издании.

### Музыка
| №  | Название                             | Автор(ы) | Серии     | Длительность |
| -- | ------------------------------------ | -------- | --------- | ------------ |
| 1. | «Monochrome no Kiss» (первый куплет) | SID      | 1-13      | 4:00         |
| 2. | «Monochrome no Kiss» (второй куплет) | SID      | 14-24+OVA | 4:00         |

| №  | Название     | Автор(ы) | Серии     | Длительность |
| -- | ------------ | -------- | --------- | ------------ |
| 1. | «I’m Alive!» | Becca    | 1-13      | 3:14         |
| 2. | «Lacrimosa»  | Kalafina | 14-24+OVA | 4:14         |

| №  | Название | Автор(ы)    | Серии | Длительность |
| -- | -------- | ----------- | ----- | ------------ |
| 1. | «SHIVER» | The Gazette | 1-12  | 4:14         |

| №  | Название                         | Автор(ы)    | Серии     | Длительность |
| -- | -------------------------------- | ----------- | --------- | ------------ |
| 1. | «Bird»                           | Юя Мацусита | 1-7, 9-11 | 6:08         |
| 2. | «Kagayaku Sora no Shijima ni wa» | Kalafina    | 8,12      | 4:23         |

| №  | Название | Автор(ы) | Серии                                                  | Длительность |
| -- | -------- | -------- | ------------------------------------------------------ | ------------ |
| 1. | «ENAMEL» | SID      | 1-10 (в 1-м эпизоде в качестве закрывающей композиции) | 3:32         |

| №  | Название             | Автор(ы)                          | Серии | Длительность |
| -- | -------------------- | --------------------------------- | ----- | ------------ |
| 1. | «Aoki Tsuki Michite» | Akira (участница группы DISACODE) | 2-9   | 4:38         |

## Фильмы
В 2013 году по мотивам манги был снят фильм, премьера которого состоялась 18 января 2014 года. Режиссёрами фильма стали Кэнтаро Отани и Кэйити Сато. Фильм имеет сильное расхождение с мангой: действие происходит в 2020 году, а вместо Сиэля Фантомхайва хозяйкой Себастьяна является девушка Сиори Гэмпо (вынуждена притворяться юношей — графом Киёхару). Её роль исполняет Аямэ Горики, а роль Себастьяна отдана Хиро Мидзусиме.
10 октября 2015 года анонсирован полнометражный аниме-фильм. 17 февраля 2016 года было подтверждено, что фильм Black Butler: Book of The Atlantic является анимационной адаптацией арки «Роскошный лайнер» (яп. 豪華客船) из оригинальной манги. Он был выпущен в Японии 21 января 2017 года. В Северной Америке фильм был выпущен 12 и 14 июня 2017 года.